# مایلز (تگزاس)
مایلز، تگزاس(به انگلیسی: Miles, Texas) شهری در ایالت تگزاس از ایالات جنوبی ایالات متحده آمریکا است. در سرشماری سال ۲۰۰۰، جمعیت این شهر ۸۵۰ نفر اعلام شد.